# Джике Петреску
Джике Петреску (рум. Gică Petrescu, *2 квітня 1915, Бухарест — †18 червня 2006, Бухарест) — румунський співак і композитор. Автор понад 1500 пісень. Вперше виконав супер-хіти румунської естради «Căsuţa noastră», «Bucuresti, Bucureşti», «Dă-i cu şpriţul pân 'la ziuă». Культова фігура в румунській мас-культурі, працював на сцені понад 70 років. 

## Біографія
Народився в Бухаресті в сім'ї поштового службовця. Закінчив бухарестську середню школу «Ґеорґе Шинкай».
Дебютував у віці 18 років у складі студентського ансамблю. Перший офіційний виступ відбувся на радіо в 1937. У період з 1937 по 1939 виступав з оркестрами Раду Гінде і Діну Шербенеску в казино в карпатському місті Сіная.
Гастролював у Франції, Німеччині та країнах СССР.
Є автором і виконавцем великого числа пісень, зокрема відомих хітів «Căsuţa noastră», «Bucuresti, Bucureşti», «Dă-i cu şpriţul pân 'la ziuă», «Uite-aşa aş vrea să mor».
Похований в Бухаресті на цвинтарі Беллу.